# Manuel Joaquim Tavares Pais de Sousa e Andrade
Manuel Joaquim Tavares Pais de Sousa e Andrade ComC (Tavira, 9 de Abril de 1799 – Tavira, 23 de Setembro/Novembro de 1873), 1.º Barão da Capelinha e 1.º Visconde da Capelinha, foi um militar e político português.

## Família
Filho de Pedro Manuel Tavares Pais de Sousa, Fidalgo Cavaleiro da Casa Real, Capitão-Mor de Ordenanças de Tavira, Senhor de vários Morgados, e de sua mulher Catarina Plácida de Mendonça de Lacerda.

## Biografia
Foi Fidalgo Cavaleiro da Casa Real por Alvará de 23 de Novembro de 1855, do Conselho da Rainha D. Maria II de Portugal e do Rei D. Fernando II de Portugal, Comendador da Ordem Militar de Cristo, Capitão-Mor de Ordenanças de Tavira, etc. A 15 de Junho de 1842 foi nomeado Coronel do 2.º Batalhão Nacional de Tavira. Foi também Administrador dos Concelhos de Faro e de Tavira (1844, 1849). Exerceu, também, as funções de Vereador da Câmara Municipal de Tavira (1826, 1835), da qual foi Presidente em 1858 e 1864.
O título de 1.º Barão da Capelinha foi-lhe concedido por Decreto de D. Maria II de Portugal de 20 de Outubro de 1852, e foi elevado a 1.º Visconde da Capelinha por Decreto de D. Luís I de Portugal de 22 de Setembro de 1870, ambos os títulos em sua vida. Foi-lhe concedido Alvará de Brasão de Armas a 16 de Janeiro de 1828: Tavares; timbre: Tavares; Coroa de Barão e depois de Visconde.

## Casamento e descendência
Casou em 1820 com Claudina Augusta de Oliva. Deixou apenas um filho natural legitimado por Alvará de 21 de Outubro de 1855, Joaquim Pedro Tavares Pais de Sousa (29 de Outubro de 1845 - ?), Fidalgo Cavaleiro da Casa Real por Alvará de 3 de Julho de 1865, Bacharel formado em Direito pela Faculdade de Direito da Universidade de Coimbra, que casou com D. Maria Teresa Emília de Almada e Quadros Sousa Lancastre Fonseca Saldanha e Albuquerque (14 de Dezembro de 1852 - 22 de Setembro de 1876), 1.ª Condessa do Prado da Selva, filha do 2.º Conde de Tavarede, com geração feminina.